# Харди, Андреа
Андреа Харди Куадрадо (исп. Andrea Jardi Cuadrado; род. 13 марта 1990, Таррагона, Испания) — испанская горнолыжница, член олимпийской сборной Испании по горным лыжам на зимних Олимпийских играх 2010.

## Результаты
На зимних Олимпийских играх 2010 принимала участие в слаломе, гигантском слаломе и супергиганте, но во всех дисциплинах не смогла финишировать.
На этапах Кубка мира выступала только 4 раза и никогда очков не набирала. Завершила карьеру в 2014 году.

## Победы на чемпионатах Испании (1)
| № | Дата        | Место     | Дисциплина |
| - | ----------- | --------- | ---------- |
| 1 | 27 мар 2009 | Ла-Молина | Слалом     |